# 杜岭街道
杜岭街道，是中华人民共和国河南省郑州市金水区下辖的一个乡镇级行政单位，位于金水区南部。杜岭街道成立于1956年，总面积约0.9平方公里，管辖范围东至人民路，西至铭功路，南至东西太康路，北至金水河畔，是金水区成立最早的9个街道办事处之一。杜岭街道办事处下设17个科室（含财政所、收费中心和执法中队）。至2017年底，下辖7个社区，有楼院48个，常住人口2万余人，流动人口4500余人。。

## 行政区划
杜岭街道下辖以下地区：
彭公祠街社区、烟草研究院社区、西里路社区、中医院社区、张砦街社区、杜岭中街社区和八栋楼社区。

## 文化
杜岭街道位于郑州商代遗址城墙西门附近，辖区先后发掘出土陶器、玉器、石器、墓葬等各类文物。1974年，在张砦南街出土两尊商代铜方鼎（兽面乳钉纹方鼎，又称“杜岭方鼎”），其中杜岭一号入藏中国国家博物馆，杜岭二号入藏河南博物院，并于2017年入选河南博物院“九大镇院之宝”。

## 商业
杜岭街道辖区内的特色商业街经济比较突出。北二七路是知名品牌服饰特色街，1998年被国家四部委命名为“百城万店无假货示范街”及“放心购物一条街”。2013年，西里路被郑州市命名为“婚纱照材特色街”。另外，位于辖区内的丹尼斯大卫城为河南省销售额最高的购物中心。